# Jüdische Gemeinde Niedenstein

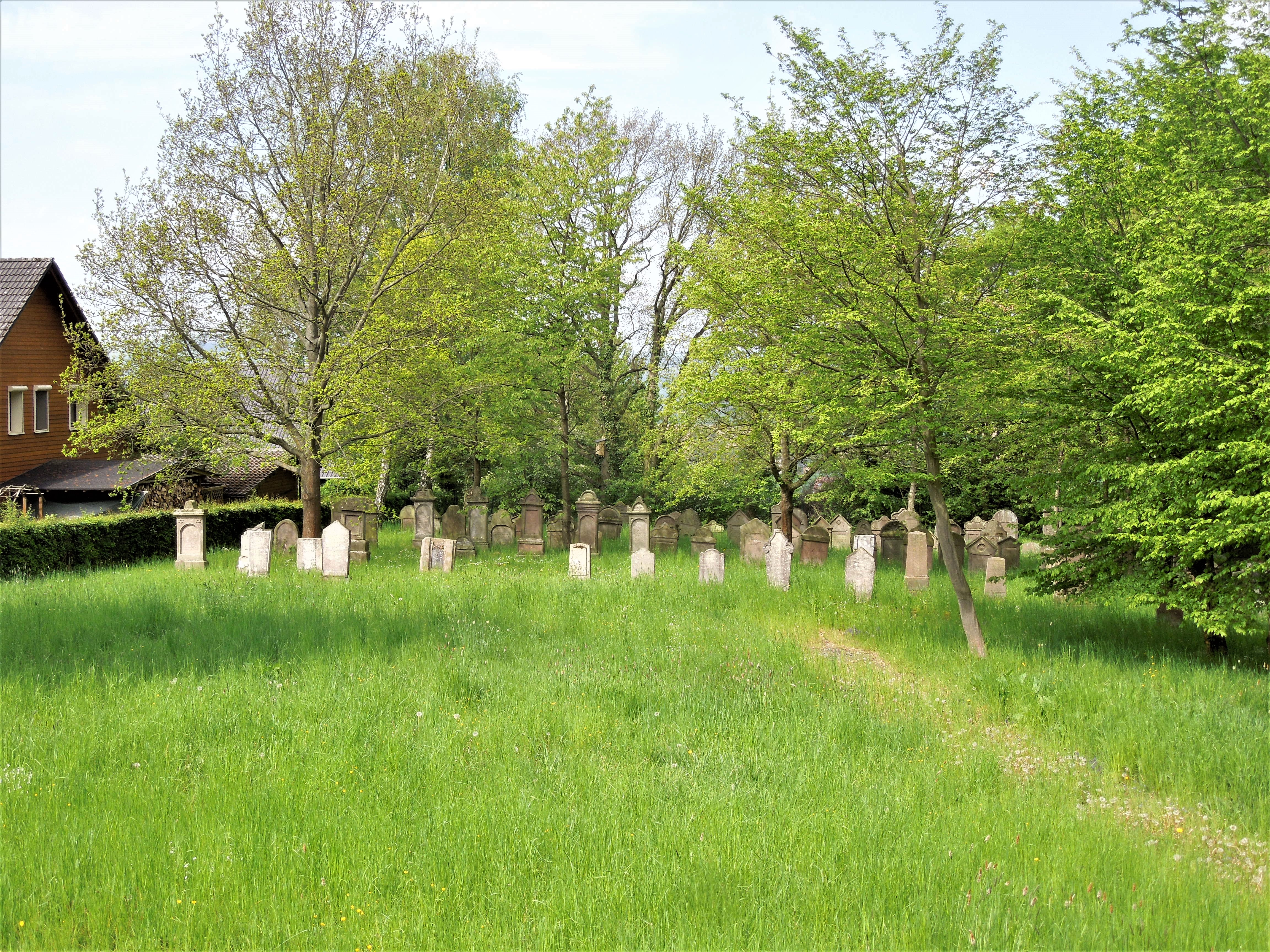
Der jüdische Friedhof (2017)

Eine Jüdische Gemeinde Niedenstein bestand in der kleinen Stadt Niedenstein im nordhessischen Schwalm-Eder-Kreis mindestens seit 1776 mit insgesamt zehn Familien und dann bis zu ihrer Vernichtung durch das NS-Regime in den Jahren 1938/1942. Die ersten jüdischen Einwohner der Stadt sind allerdings schon im Jahre 1664 belegt, als dort zwei jüdische Familien wohnten. 1676 waren es drei, und 1731 gab es fünf.

## Gemeindeentwicklung bis 1933
Im 19. Jahrhundert wuchs die kleine Gemeinde sehr beträchtlich, und schon 1861 und wiederum in den 1880er Jahren machten die jüdischen Einwohner 22 Prozent der Gesamtbevölkerung aus. Danach ging ihre Präsenz im Ort durch Auswanderung nach Nordamerika und Abwanderung in größere deutsche Städte allmählich zurück. Dennoch lebten zu Beginn der NS-Herrschaft noch immer etwa 70 Juden in Niedenstein – d. h. etwas mehr als 10 Prozent der Gesamteinwohnerschaft.
| Jahr | Einwohner, gesamt | Jüdische Einwohner | Anteil in Prozent |
| ---- | ----------------- | ------------------ | ----------------- |
| 1812 | …                 | 26 Familien        | … %               |
| 1834 | 610               | 120                | 19,7 %            |
| 1855 | …                 | 110                | … %               |
| 1861 | 643               | 147                | 22,9 %            |
| 1871 | 552               | 86                 | 15,6 %            |
| 1880 | 608               | 132                | 21,7 %            |
| 1885 | 541               | 124                | 22,9 %            |
| 1895 | 642               | 119                | 18,5 %            |
| 1899 | …                 | 24 Familien        | … %               |
| 1905 | 597               | 101                | 16,9 %            |
| 1910 | 587               | 98                 | 16,7 %            |
| 1925 | …                 | 87                 | … %               |
| 1933 | 673               | ca. 70             | ca. 10 %          |
| 1942 | …                 | 0                  | 0,0 %             |

Die kleine Anzahl jüdischer Bewohner im Nachbardorf Kirchberg nahm am religiösen Leben der Kehillah in Niedenstein oder dem der Gemeinde in Gudensberg teil. Im Jahre 1750 sind in Kirchberg drei „Schutz- und Handelsjuden“ bekundet; 1835 und 1861 sind jeweils 12 Juden im Dorf beurkundet.  In den nahegelegenen Dörfern Ermetheis, Metze und Wichdorf, die wie auch Kirchberg seit 1974 Ortsteile der Stadt Niedenstein sind, scheinen keine Juden gelebt zu haben.
Wie auch andernorts, so unterlagen die Juden in Niedenstein zunächst der Verpflichtung, eine besondere Steuer, das Judenregal, an den Landesherrn zu entrichten, sowie einer erheblichen Einschränkung der ihnen erlaubten Arbeits- bzw. Einkommensmöglichkeiten. Deshalb waren noch um 1855 von den jüdischen Haushaltsvorstehern 12 als reisende Händler tätig. Dennoch gab es zu dieser Zeit bereits auch mehrere jüngere Männer, die ein Handwerk erlernt hatten und ein Handwerksgewerbe ausübten: um 1850 werden zwei Schneider, zwei Metzger, zwei Drechsler und jeweils ein Färber, Küfer und Schuhmacher erwähnt. Nur eine jüdische Familie hatte bedeutenden Grundbesitz. In der 2. Hälfte des 19. Jahrhunderts eröffneten dann mehrere jüdische Familien Handlungen und Läden am Ort, die für die kleine Stadt und die umliegenden Dörfer von erheblicher wirtschaftlicher Bedeutung waren.
Ein jüdischer Teilnehmer am Krieg von 1870/71 war unter den Begründern des Niedensteiner Kriegervereins, der ihm bei seiner Bestattung im Jahre 1928 vollzählig das Geleit gab und über dem Grab den Ehrensalut abfeuerte. Im Ersten Weltkrieg fielen aus der jüdischen Gemeinde Niedensteins drei junge Männer, darunter der Lehrer der jüdischen Elementarschule.

## Einrichtungen
Die Gemeinde gehörte innerhalb des Kreises Fritzlar zum Rabbinatsbezirk Niederhessen. An Gemeindeeinrichtungen bestanden eine Synagoge, eine Schule, eine Mikwe (rituelles Bad) und ein 1832 eingerichteter Friedhof. Für soziale Zwecke betrieben die Gemeindemitglieder besondere Wohltätigkeitsvereine. Im Jahre 1925 sind drei bekundet: die Chewra Kadischa, die Chevre Bachurim, und die 1878 gegründete Chevre Anoschim (bzw. Israelitischer Frauenverein).

### Synagoge

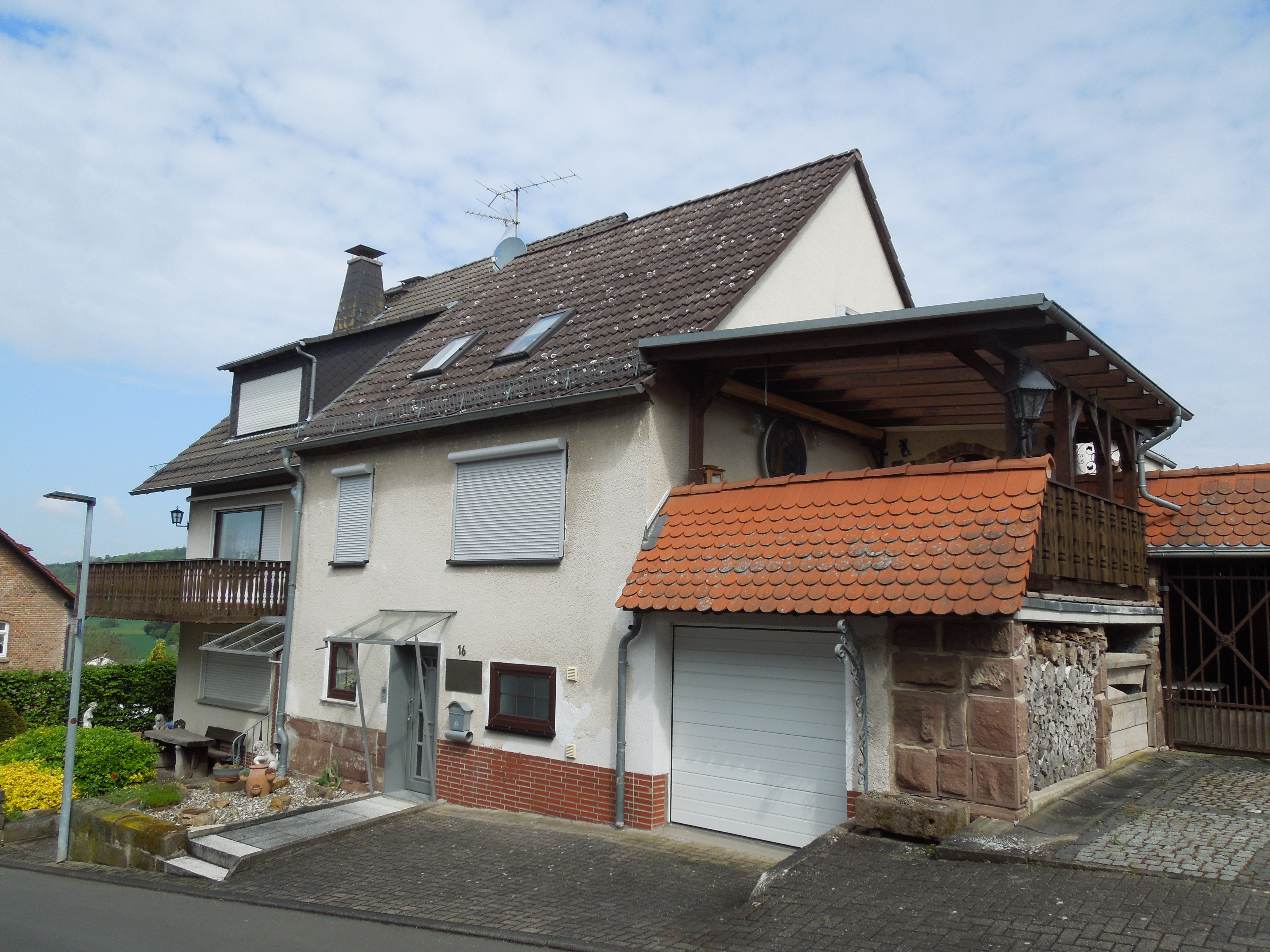
Die ehemalige Synagoge, heute Wohnhaus (2017)

Gottesdienste wurden zunächst in Betsälen und schließlich in einer ersten kleinen Synagoge gefeiert. Im Jahre 1807 ist eine Privatsynagoge in Niedenstein nachgewiesen.
Im Jahre 1816 ließ Calmann Heinemann Michaelis, dem Vernehmen nach aus Dankbarkeit für seine Heilung von einer Krankheit durch Seckel Löb Wormser, den „Baal Schem von Michelstadt“, eine neue Synagoge in der Oberstraße (heute Hausnummer 16) bauen, die er der jüdischen Gemeinde stiftete. Für die etwa 200 Gulden teure Innenausstattung musste die Gemeinde selbst aufkommen. Dies geschah vorwiegend durch Verkauf und Verlosung der Sitzplätze (damals noch Stände) in der Synagoge, ein damals nicht unübliches Verfahren. 1828 stellte die Gemeinde den Antrag für den Einbau einer Frauenempore, die aber erst 1845 in Verbindung mit der Renovierung des Baues eingebaut wurde. Die Synagoge war ein einfacher, eingeschossiger, verputzter Massivbau mit Ziegel-gedecktem Satteldach; im Ostgiebel war ein kleines Krüppelwalmdach. Die Eingangstür und die Fenster hatten Segmentbögen.
Während des Novemberpogroms 1938 wurde der Innenraum geschändet und verwüstet. Das Gebäude selbst überstand die Gewalttätigkeiten dieser Nacht und auch die NS- und Kriegsjahre. Nach 1945 wurde es zu einem Wohnhaus umgebaut. Im Jahre 1988, zum 50. Jahrestag der Pogromnacht, wurde eine Gedenktafel angebracht mit der Inschrift:
„Ehemalige Synagoge der Jüdischen Gemeinde Niedenstein. Erbaut im Jahre 1816 von Calmann Heinemann Michaelis. Gestiftet aus Anlass des 50. Jahrestages des unheilvollen Geschehens in der Nacht des 9./10. November 1938. Zur Erinnerung und Mahnung. Stadt Niedenstein.“

### Schule
Die jüdische Elementarschule bestand von 1826 bis 1928. Der von der Gemeinde angestellte Lehrer war gleichzeitig auch Vorbeter und Schochet (Schächter). Die Entwicklung der Schülerzahlen war wie folgt:
| Jahr | Schüler |
| ---- | ------- |
| 1868 | 16      |
| 1888 | 45      |
| 1894 | 22      |
| 1907 | 6       |
| 1924 | 13      |
| 1925 | 11      |
| 1926 | 10      |
| 1928 | 6       |

Die Schule wurde 1928 wegen der geringen Zahl der Schüler aufgelöst. Der letzte Lehrer wurde nach Gudensberg versetzt und kam noch bis 1932 nach Niedenstein, um dort Religionsunterricht zu erteilen. 1932 nahmen noch sechs Kinder an diesem Unterricht teil.

### Friedhof

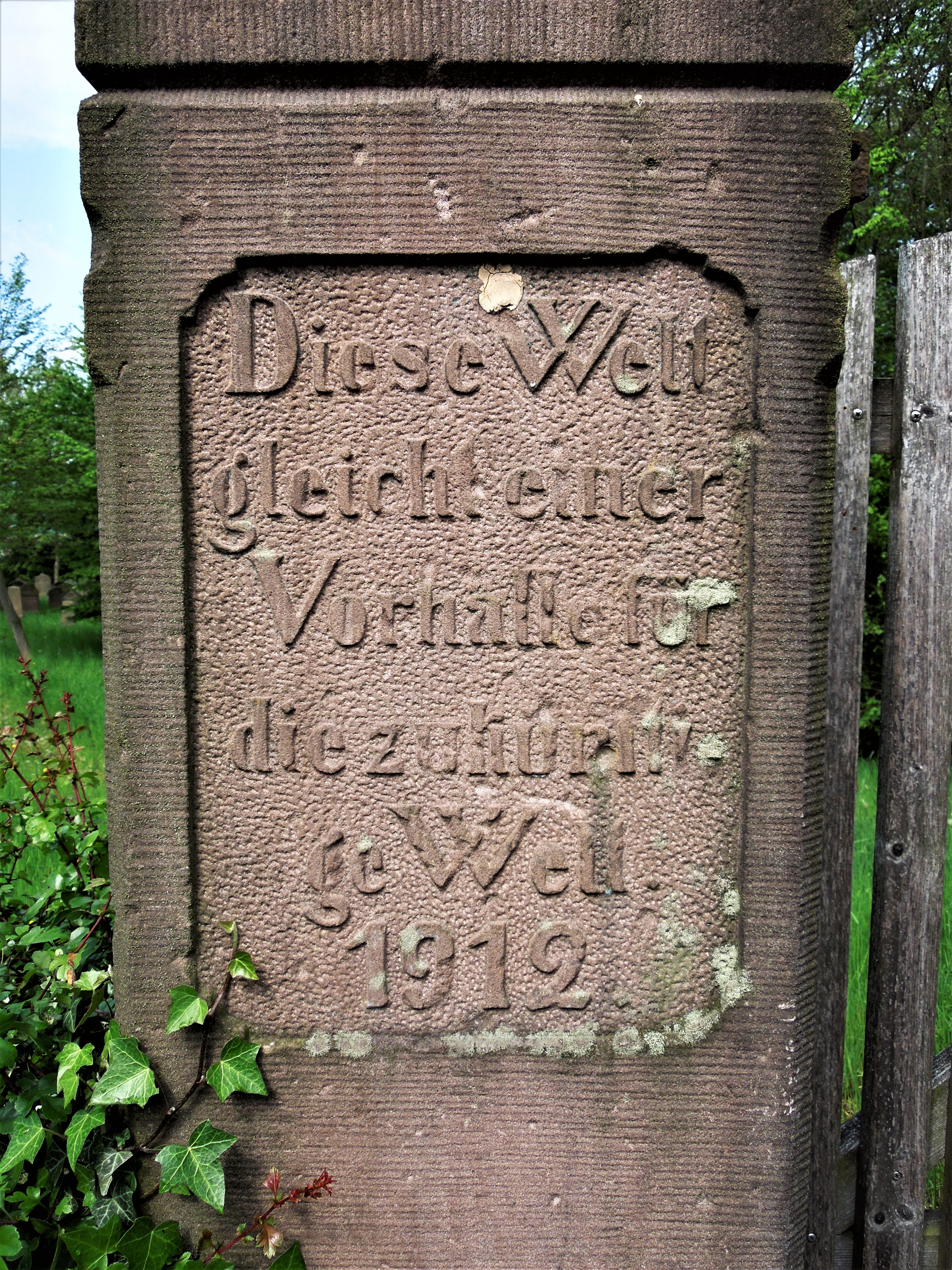
Linker Torpfosten am Friedhof

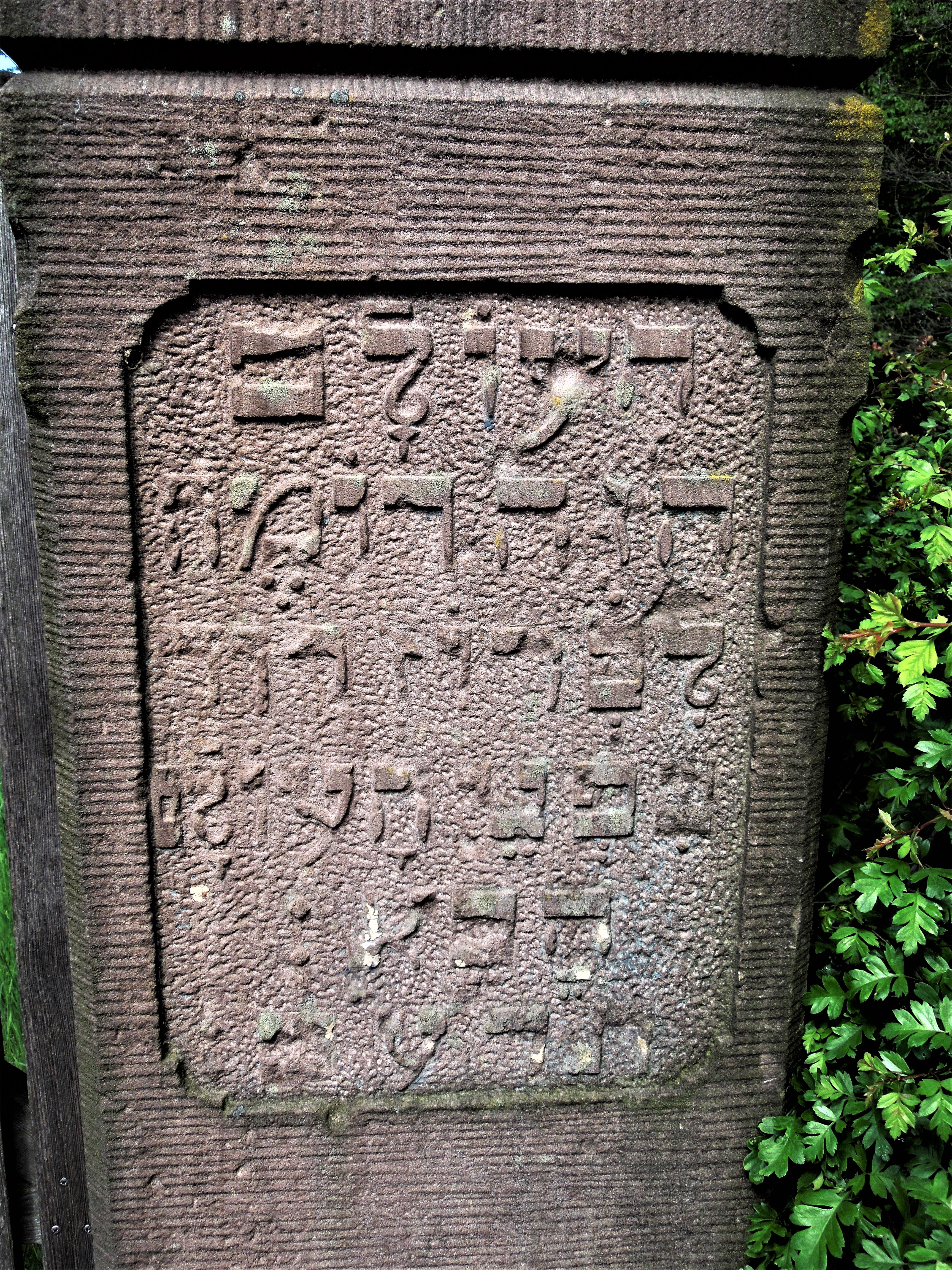
Rechter Torpfosten am Friedhof

Die Verstorbenen der jüdischen Gemeinde Niedenstein wurden zunächst auf dem Obervorschützer Friedhof der großen Gudensberger Gemeinde beigesetzt. Erst 1832 wurde ein eigener Friedhof in Niedenstein angelegt. Die beiden steinernen Pfeiler links und rechts des Eingangstores tragen auf Hebräisch und Deutsch die Inschrift: „Diese Welt gleicht einer Vorhalle für die zukünftige Welt. 1912.“  Der Friedhof hat eine Größe von 26,34 Ar und liegt im Süden des Stadtgebiets an der Friedensstraße.
Welch hohen Wert man darauf legte, dass Gemeindemitglieder auf einem jüdischen Friedhof beigesetzt wurden, zeigt der Fall einer im September 1898 im nahen Landeshospital Merxhausen an einer ansteckenden Krankheit Verstorbenen. Da die Leiche aus sanitären Gründen nicht transportiert werden durfte, war sie auf dem Friedhof des Hospitals bestattet worden. Die jüdische Gemeinde in Niedenstein setzte alle ihr zugänglichen Hebel in Bewegung und erreichte schließlich, dass die Tote im Januar 1900, finanziert durch Spenden der Gemeindemitglieder, nach Niedenstein umgebettet wurde.

## Ende der Gemeinde
1933 lebten noch etwa 70 Juden in Niedenstein. In den folgenden Jahren zog ein Teil davon auf Grund der zunehmenden Repressalien und Entrechtung weg oder wanderte aus. Diejenigen, denen das nicht gelang, wurden wenige Jahre später ermordet. Von den in Niedenstein geborenen und/oder längere Zeit am Ort wohnhaften jüdischen Personen sind in der NS-Zeit mindestens 61 namentlich bekannte umgekommen, die beiden ältesten unter ihnen waren 1856 geboren, die jüngste erst 1937.